# Djetlići
 Ovo je glavno značenje pojma Djetlići. Za potporodicu ove porodice pogledajte Djetlići (potporodica).
Djetlići (lat. Picidae) su porodica ptica iz reda djetlovki.

## Potporodice
- Jynginae (vijoglavke)
- Picinae (djetlići)
- Picumninae (žunice)
- Nesoctitinae

## Vanjske poveznice
- Buožji kokotić[neaktivna poveznica] Grad Stari Grad. 30. srpnja 2009. Arhivirano